# دونالد ليندسي بول
دونالد ليندسي بول (بالإنجليزية: Lindsay Poole)‏ هو عالم نبات نيوزلندي، ولد في 4 مارس 1908 في Whatatutu ‏ في نيوزيلندا، وتوفي في 2 يناير 2008 في ويلينغتون في نيوزيلندا.